# Necrologium Lundense

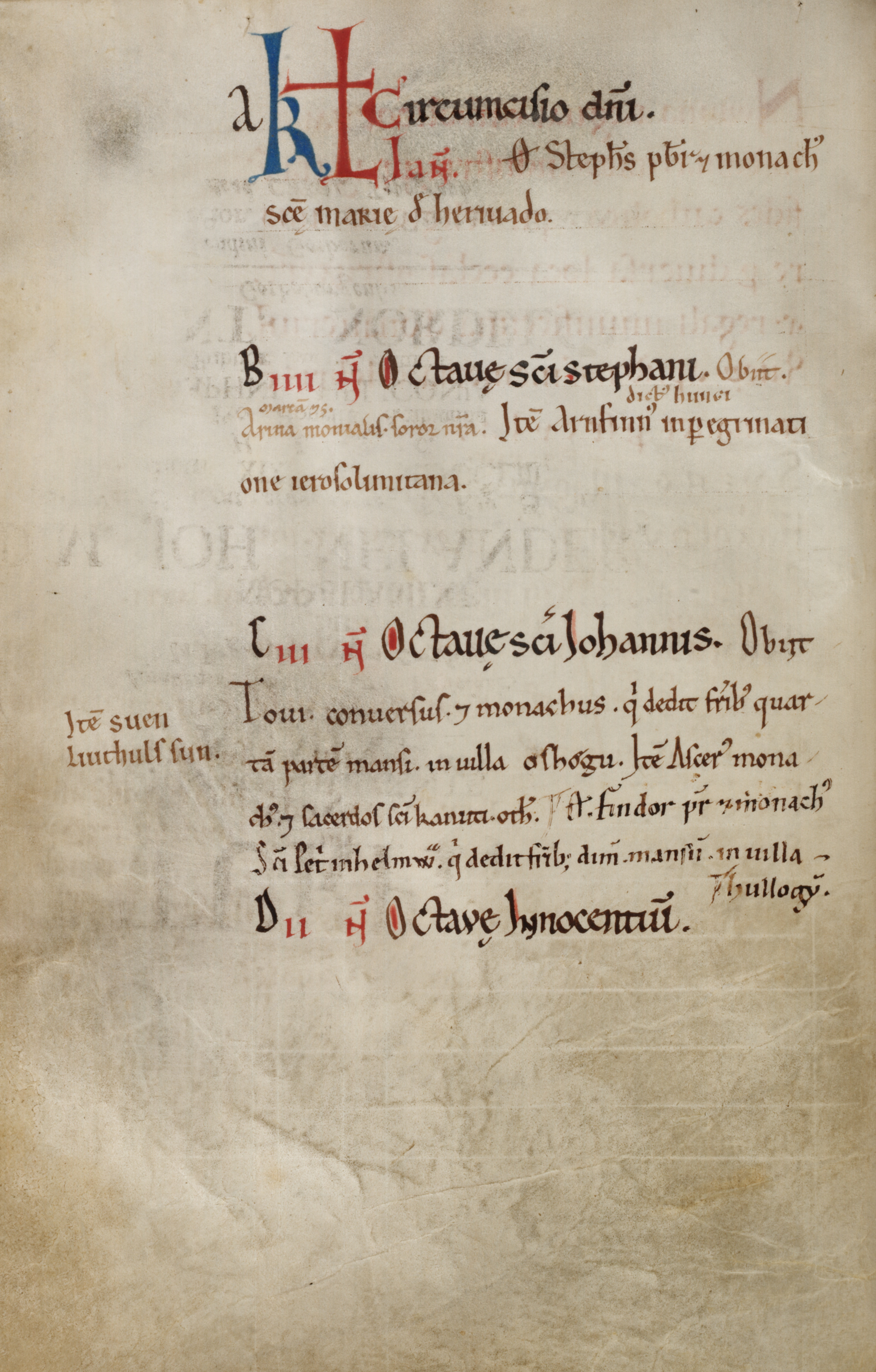
Första sidan ur den del av Necrologium Lundense som kallas " "Memoriale fratrum". Sidan omfattar noteringar för datumen 1–4 januari.

Necrologium Lundense är en pergamentcodex, nu i Universitetsbiblioteket i Lund, som tillhört kaniksamfundet vid Sankt Laurentius kyrka i Lund och förelåg upplagd vid mitten av 1130-talet.
Dess kärna utgörs av det egentliga, i kalendarieform anordnade, 1123 tillkomna nekrologiet, Memoriale fratum, i vilket gjorts anteckningar om avlidna personer, för vilka gudstjänster skulle hållas i Lunds domkyrka. Memoriale fratrums notiser är till 1145 införda i samband med själva dödsfallen, senare notiser till omkring 1170 gruppvis överförda från den 1145 upplagda Liber daticus. Till Memoriale fratrums notiser är fogade dels en serie listor av lokal natur, dels stadgar och skrifter av uppbygglig art, däribland de för Sankt Laurentius gällande statuterna, Consuetudines lundenses.